# Luis Amado
Luis Amado (ur. 4 maja 1976 w Madrycie) – hiszpański futsalowiec grający na pozycji bramkarza. Wielokrotnie uznawany za najlepszego bramkarza na świecie. Amado jest dwukrotnym mistrzem świata i czterokrotnym mistrzem europy futsalu. Jest także kapitanem swojego klubu Interviu Madryt.